# 양병우 (정치인)
양병우(梁秉宇, 1958년 5월 20일 ~ )은 대한민국의 정치인이다. 제주특별자치도의원을 지냈다. 

## 학력
- 신도국민학교 졸업
- 무릉중학교 졸업
- 한림공업고등학교 졸업
- 탐라대학교 토목환경공학과 졸업

## 경력
- 서귀포시 대정읍장
- 제주특별자치도 4·3평화공원팀장
- 제주특별자치도 상하수도본부 부장
- 서귀포시 환경도시건설국장
- 제주녹색환경지원센터 사무국장
- 제주악취관리센터 운영국장
- 대정읍개발협의회 회원
- 대정읍장애인지원협의회 회원
- 한국도덕운동 대정지회 회원
- 대정읍 행정동우회 회원
- 대정읍 해병전우회 회원
- 2020.04 ~ 2022.06 제11대 제주특별자치도의회 의원
  - 2020.04 ~ 2020.07 제11대 제주특별자치도의회 전반기 농수축경제위원회 위원
  - 2020.07 ~ 2022.06 제11대 제주특별자치도의회 후반기 환경도시위원회 위원
  - 2020.07 ~ 2022.06 제11대 제주특별자치도의회 후반기 예산결산특별위원회 위원
- 2022.07 ~ 제12대 제주특별자치도의회 의원
  - 2022.07 ~ 2024.06 제12대 제주특별자치도의회 전반기 보건복지안전위원회 부위원장
  - 2022.07 ~ 2024.06 제12대 제주특별자치도의회 전반기 예산결산특별위원회 위원
  - 제12대 제주특별자치도의회 후반기 교육위원회 위원

## 수상
- 대통령 표창
- 홍조근정 훈장

## 역대 선거 결과
|  | 50.17% |

|  | 44.09% |